# Hans-Kristian Kjos Sørensen
Hans-Kristian Kjos Sørensen (né le 23 juillet 1965 à Oslo) est un percussionniste norvégien.

## Biographie
Il fait de la musique dès l'âge de sept ans, notamment les percussions, le piano et le tuba. Il étudie à l'Académie de musique norvégienne à Oslo. Il est engagé à l'Orchestre symphonique de Stavanger, puis à l'Orchestre philharmonique de Bergen. 
Il a reçu le prix Spellemannprisen en 2003.
Il enseigne à l'Académie de musique norvégienne.

## Discographie choisie
- John Cage, In a Landscape
- Franco Donatoni, Omar.
- Henrik Hellstenius, Readings of Mr.G for solo percussion.
- Arne Nordheim, Signals.
- Per Nørgård, Der göttliche Tivoli
- Hans-Kristian Kjos Sørensen: Open 1–3[2].
- Iannis Xenakis, Rebonds.